# Miguel Laufer
Miguel Laufer Weinfeld es un científico venezolano. Nació en Caracas, Venezuela, de padres europeos. Egresado del liceo Andrés Bello, estudió medicina en la Universidad Central de Venezuela y fue asistente de investigación en el Instituto de Investigaciones Médicas de la Fundación Luis Roche. Posteriormente ingresó en el Instituto Venezolano de Investigaciones Científicas, donde desarrolló su carrera científica estudiando la transmisión neural en la retina.
Fue Jefe del Departamento de Neurobiología del IVIC, Jefe del Centro de Biofísica y Bioquímica, Director Asociado de la revista Interciencia (actualmente), Director de Asuntos Científicos y Tecnológicos de la Organización de Estados Americanos, Director del Centro Latinoamericano de Ciencias Biológicas de la UNESCO en el IVIC, Director del IVIC, Presidente de la empresa QUIMBIOTEC y miembro suplente del Directorio del CONICIT.
Participó en la gestión de la Planta Productora de Derivados Sanguíneos, y como experto coordinador de la Comisión de Arte del IVIC.